# Марк Корнелий Мамула
Марк Корнелий Мамула (на латински: Marcus Cornelius Mammula) е римски политик от род Корнелии, клон Мамула.
През 173 пр.н.е. преди Третата македонска война той е посланик на римския Сенат в четиричленна група при Персей в Македония и Птолемей VI в Египет.